# Goran Jelisić
Goran Jelisić (cyr. Горан Јелисић; ur. 7 czerwca 1968 w Bijeljinie) – bośniacki Serb, zbrodniarz wojenny uznany za winnego popełnienia zbrodni przeciwko ludzkości i za pogwałcenie zwyczajów wojennych podczas służby obozie Luka w Brczku w czasie wojny w Bośni.
Wykazywał on szczególną brutalność wobec więźniów, czego miał świadomość i w celu podkreślenia tego faktu określał siebie Serbskim Adolfem.
Jelisić został zatrzymany 22 stycznia 1998 w Bijeljinie przez amerykański oddział działający w ramach SFOR. Biegły psychiatra badający zatrzymanego stwierdził u niego narcystyczne zaburzenie osobowości.
W 1999 Jelisić przyznał się do zbrodni przeciwko ludzkości i pogwałcenie zwyczajów wojennych za co został skazany na 40 lat więzienia. Jednocześnie został uniewinniony pod zarzutem ludobójstwa, ponieważ Międzynarodowy Trybunał Karny dla byłej Jugosławii uznał, że prokuratura nie udowodniła jego winy ponad wszelką wątpliwość. 29 maja 2003 został przeniesiony do więzienia we Włoszech celem odbycia tam reszty wyroku. 
Przed wojną pracował jako rolnik.
W 2011 jego żona, Monika Karan-Ilić (aka Monika Simeunović) została aresztowana pod zarzutem popełnienia zbrodni wojennych. W 2013 została prawomocnie skazana na dwa i pół roku więzienia za udział od maja do czerwca 1992 w torturach, niehumanitarnym traktowaniu i zadawaniu cierpień, których ofiarami byli boszniaccy oraz chorwaccy cywilni więźniowie obozu Luka i posterunku policji w Brczku.